# Giovanni Malfer
Giovanni Malfer (Rovereto, 2 giugno 1882 – Rovereto, 29 novembre 1973) è stato un letterato italiano.

## Biografia
Frequentò il Ginnasio di Rovereto e praticò l'attività di assicuratore nell'ufficio paterno delle Assicurazioni generali di Trieste-Venezia dal 1907 al 1914, delle quali fu rappresentante procuratore dal 1914 al 1951.
Dal 1915 al 1918 fu profugo a Firenze. Fu in quel periodo che progettò un Museo storico della guerra per Rovereto. 
Rientrato nella città natale, dal 1919 al 1921 coordinò il progetto di realizzazione del museo e ne divenne cofondatore, insieme a Antonio Rossaro, Antonio Piscel e Giuseppe Chini.
Dal 1921 al 1954 fu provveditore del Museo storico italiano della guerra di Rovereto. Durante quel periodo, dal 1943 al 1947 ne fu presidente e nel 1946 venne realizzata la biblioteca del museo.
Oltre alla sua attività di supporto allo sviluppo del museo, dal 1930 al 1971 fu direttore della rivista Atti dell'Accademia Roveretana degli Agiati per le Classi scienze umane, lettere ed arti. La sua attività di socio dell'Accademia Roveretana degli Agiati, dal 1º gennaio 1925, fu molto intensa, tanto che occupò varie cariche e ne divenne archivista dal 1961 al 1971. Oltre a ciò, svolse l'attività di conservatore per l'archeologia e per la numismatica. Fu delegato fiduciario per la stima delle eredità di Paolo Orsi, Federico Halbherr, i conti Castelbarco-Loppio, e altri.
Partecipò a vari gruppi di ricerca e ai lavori di istituzioni scientifiche e culturali quali l'Istituto per la storia del Risorgimento, il Museo civico di Rovereto, la Società di studi trentini di scienze storiche, la Società di abbellimento e turismo di Rovereto.
Gli fu conferita una medaglia d'argento militare cecoslovacca per merito di I grado (1948), una medaglia d'oro del Ministero della difesa (1954) e l'onorificenza di Cavaliere al merito della Repubblica (1954). Nel 1968 divenne Cavaliere ufficiale al merito della Repubblica italiana e nel 1972 Commendatore della Repubblica italiana.
Per il suo impegno e la passione che profuse, venne nominato presidente onorario del Museo storico della guerra di Rovereto dal 1962 al 1973.